# Arthur Marx
Arthur Julius Marx (* 21. Juli 1921 in New York; † 14. April 2011 in Los Angeles) war ein US-amerikanischer Drehbuchautor und Schriftsteller.

## Leben
Arthur Marx wurde 1921 als Sohn des Komikers Groucho Marx und dessen erster Ehefrau Ruth Johnson in Manhattan geboren. Nachdem sein Vater und seine Onkel in den frühen 1930er Jahren ihren schauspielerischen Durchbruch erzielten, zog die Familie nach Los Angeles.
In seiner Jugend in den 1930er und frühen 1940er Jahren war Marx ein talentierter Tennisspieler und gehörte unter anderem 1939 dem Junioren-Davis-Cup-Team an, zu dessen Mitgliedern auch Jack Kramer, Ted Schroeder und Budge Patty zählten. Marx studierte ein Jahr lang an der University of Southern California, bevor er 1942 in die United States Coast Guard eintrat und während des Zweiten Weltkriegs auf den Philippinen stationiert war. Nach seiner Rückkehr in die Vereinigten Staaten begann er seine Hollywoodkarriere.
Zuerst arbeitete er für MGM als Korrektor. Später wurde er Drehbuchautor und war an mehreren von Pete Smiths Kurzfilmen sowie an einem Film der Blondie-Filmreihe, nämlich Blondie in the Dough (1947) beteiligt. Während er weiter für Film und Fernsehen schrieb, veröffentlichte Marx 1951 sein erstes Buch, The Ordeal of Willie Brown, in dem er seine Erfahrungen als Tennisspieler verarbeitete. 1954 veröffentlichte er mit Life With Groucho das erste einer Reihe von Büchern, in denen er sich mit seinem Vater und ihrer Beziehung zueinander auseinandersetzte.
In den frühen 1960er Jahren begann er mit Robert Fisher, der bereits für seinen Vater gearbeitet hatte, zusammenzuarbeiten. In den nächsten 30 Jahren schrieben sie Drehbücher zu zahlreichen Filmen und Sitcoms. Zu ihren Arbeiten in den 1960ern zählen unter anderem mehrere Filme mit Bob Hope wie Eight on the Lam, A Global Affair, I'll Take Sweden und Cancel My Reservation, Episoden für Sitcoms wie McHale’s Navy, Meine drei Söhne, Petticoat Junction und The Mothers-in-Law. Die Sitcom Mickey, mit Mickey Rooney in der Hauptrolle, geht auf ihre Idee zurück. 1965 schrieben sie das Broadwaystück The Impossible Years, das später von David Niven unter dem Titel Alles was verboten ist verfilmt wurde. Ein weiteres Broadwaystück aus ihrer Feder ist Minnie’s Boys über Arthur Marx’ Großmutter. In den 1970ern schrieben Marx and Fisher Episoden für All in the Family, The Jeffersons, Maude und Love, American Style. 1977 arbeiteten die beiden im Produktionsstab der Serie Alice und wirkten an mehr als 40 Episoden mit.
Neben seiner Arbeit für Film und Fernsehen veröffentlichte Marx eine Reihe Biografien berühmter Hollywoodschauspieler, die jedoch allesamt nicht von diesen autorisiert waren. Sein 1974 erschienenes Buch über Dean Martin und Jerry Lewis, Everybody Loves Somebody Sometime (Especially Himself), wurde 2002 als Martin and Lewis verfilmt.
1986 wandten sich Marx und Fisher dem Schaffen der Marx Brothers zu und schrieben das Broadwaystück Groucho: A Life in Revue, bei dem Marx ebenfalls Regie führte. Das Stück gewann zwei New York Outer Critics Circle Awards, unter anderem in der Kategorie best play. Nach seiner Aufführung im Londoner West End wurde es für drei Laurence Olivier Awards nominiert.
Arthur Marx war zweimal verheiratet, in erster Ehe mit Irene Kahn, der Tochter des Liedtexters Gus Kahn. Er hinterließ zwei Söhne und eine Stieftochter.

## Werke

### Bücher
- The Ordeal of Willie Brown (1951)
- Life With Groucho (1954)
- Not as a Crocodile (1958)
- Goldwyn: The Man Behind the Myth
- Red Skelton
- The Nine Lives of Mickey Rooney
- The Secret Life of Bob Hope
- Son of Groucho (1972)
- Everybody Loves Somebody Sometime (Especially Himself) (1974)
- My Life With Groucho (1992)
- Arthur Marx's Groucho: A Photographic Journey (2003)

### Musicals
- The Impossible Years (1965, zusammen mit Robert Fisher)
- Minnie’s Boys (1970, zusammen mit Robert Fisher)
- Groucho: A Life in Revue (1986, zusammen mit Robert Fisher)